# إبراهيم الدميري
إبراهيم الدميري : وزير النقل والمواصلات في حكومة عاطف عبيد وقد اقيل من الوزارة عقب حادث حريق قطار الصعيد (حريق قطار الصعيد) 20 فبراير 2002
قد تم اختيار الدميرى مرة أخرى كوزير للنقل والمواصلات في حكومة حازم الببلاوي الانتقالية المؤقتة يوم 22 يوليو 2013.
الدميري أستاذ زائر في مجال النقل والمرور في أكثر من جامعة أمريكية وأوروبية وعربية وخبير مسجل في تخطيط النقل والمرور بالأمم المتحدة والبنك الدولي منذ عام 1983، وله مايقرب من 66 بحثاً منشورا في الخارج والداخل وأكثر من 100 دراسة.

## مواضيع متعلقة
- حريق قطار الصعيد
- حادث قطار دهشور